# 德川繼友
德川繼友（日语：／ Tokugawa Tsugutomo，1692年3月25日—1731年1月5日），日本江戶時代中期大名，尾張藩第六代藩主、御三家之一尾張德川家第六代當主。父親是第三代藩主德川綱誠，母親側室林氏女（和泉），正室近衛家熙的女兒安己君。乳名八三郎。也許因為是養子，領地人民對繼友的評價並不是很好，不以尾張大納言稱呼他，而是戲稱繼友為尾張的蘿蔔。
在姪子德川五郎太去世後，成為藩主。而繼友也曾被列在第七代將軍德川家繼去世後的將軍候選人。享保15年（1731年）逝世，享年三十九歲，諡號曜公。繼友曾有一子八三郎，但八三郎早逝後，繼友也沒有其他的子嗣，因此藩主由其弟德川宗春繼承。

## 家族

### 妻妾
- 正室：近衛安已君
- 側室：右京之方

### 子女
- 八三郎（1722年~1723年）
- 女（松平義淳室）

### 養子女
- 德川宗春
- 德川千姬（父德川吉通，九條幸教室）